# Накия

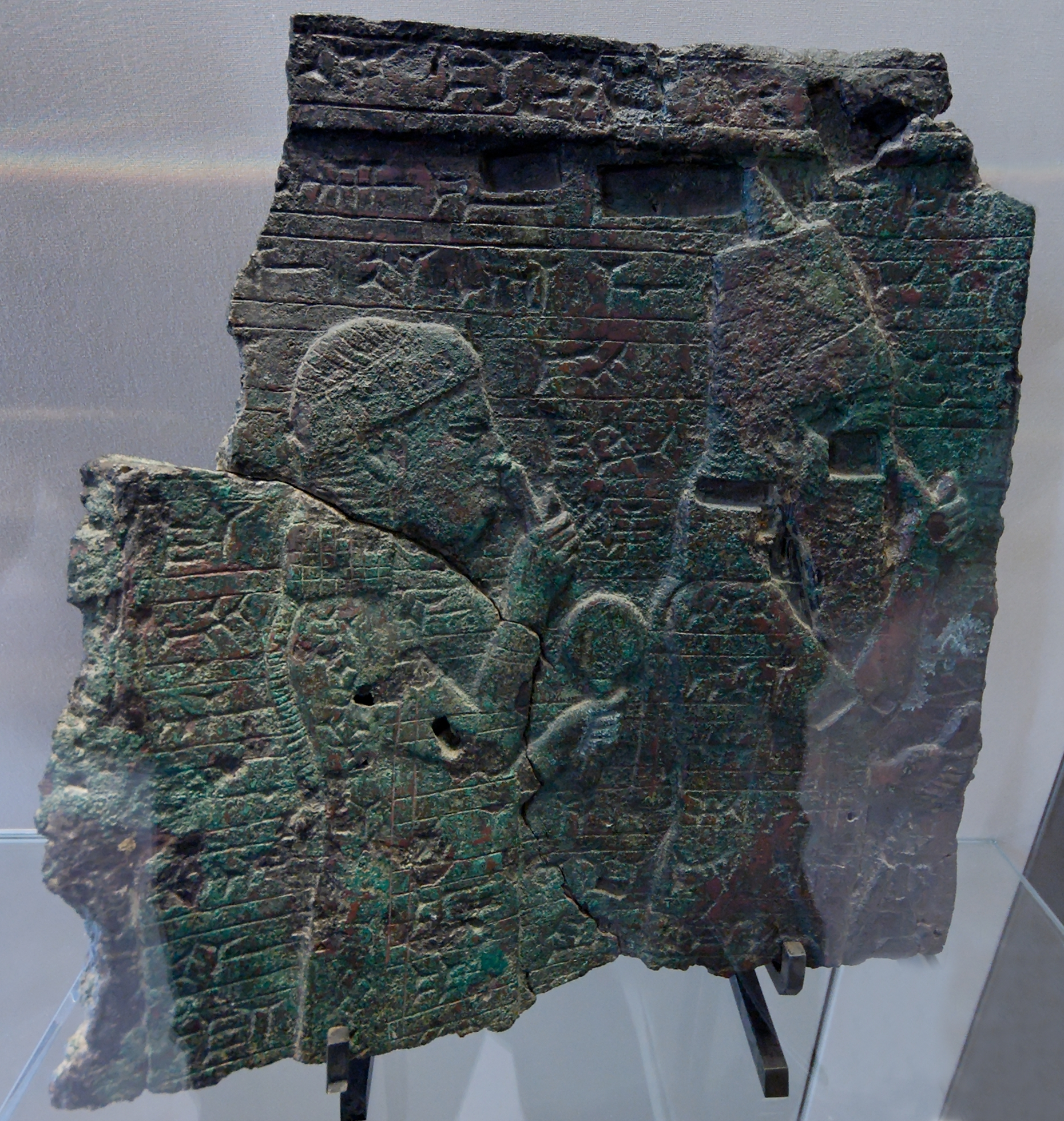
На этом рельефе Накия-Закуту стоит позади своего сына царя Ассирии Асархаддона в храме Мардука. Рельеф посвящён восстановлению Вавилона Асархаддоном.

Накия (ок. 730—668 гг. до н. э., Ассирия) — ассирийская царица, игравшая важную роль при царском дворе во время правления Асархаддона и Ашшурбанапала, её сына и внука соответственно.

## Биография

### Происхождение
Единственное, что известно о семье, из которой происходила Накия, это то, что у неё была сестра по имени Аби-Рами.
Поскольку Накия иногда принимала аккадское имя Закуту, перевод её ассирийского имени, учёные предположили, что она не была уроженкой Ассирии. Некоторые исследователи выдвинули версию, что Накия могла быть еврейкой, в то время как другие утверждали, что она была одной из женщин, которых Езекия послал к Синаххерибу в 701 году до н. э.
Накия, вероятно, родилась в Вавилонии, но ее семья, возможно, происходила из области Харран. Предположение о том, что Накия происходила с запада от Ассирии, основано на фрагменте бронзового рельефа, хранящегося ныне в Лувре, где Накия изображена стоящей позади короля. На нём она держит в левой руке зеркало, а в правой — растение. Учёные отмечают, что мотив женщины, держащей зеркало, имеет сирийско-анатолийское происхождение и впервые появляется в ассирийском искусстве именно в этом артефакте.

### Правление Синаххериба
Накия принадлежала к гарему Синаххериба, царя Ассирии, и родила ему сына Асархаддона в 713 году до н. э. После убийства своего старшего сына, Ашшур-надин-шуми, в 694 году Синаххериб ждал почти 11 лет, прежде чем назначить себе другого наследника. В итоге он назначил на этот пост своего младшего сына Асархаддона в обход более старшего Арда-Мулиссу, который должен был стать преемником своего отца. В течение короткого двухлетнего периода, когда Асархаддон был наследным принцем, ему и его матери приходилось постоянно бороться за сохранение своих позиций. В конце концов, Асархаддон был вынужден скрываться. Накия не появляется в доступных ныне источниках до возвышения Асархаддона, и неизвестно, когда, если вообще, Накия получила статус первой жены Синаххериба.

### Правление сына
Накия жила при дворе в Ниневии, когда её муж был убит, и оставалась там во время последующих волнений, в течение которых она искала сведений о будущем у пророчиц. Большая часть нынешних сведений о ней относится к периоду правления её сына Асархаддона. К этому периоду относятся адресованные ей письма и те, в которых она упоминается. Сохранились также строительная надпись из дворца, который она возвела для Асархаддона, две дарственные надписи, а также административные и экономические документы, свидетельствующие о том, что она была очень богата и содержала большой домашний штат прислуги. Когда её сын умер, она принесла клятву верности от имени своего внука Ашшурбанапала, и хотя она, возможно, прожила дольше, этот факт является последним свидетельством о ней, известным ныне.